# اوپن وی‌سوئیچ
اوپن وی‌سوئیچ (به انگلیسی: Open vSwitch) که گاهی اوقات به اختصار OVS نیز خوانده می‌شود، یک پیاده‌سازی منبع‌باز از سوئیچ چندلایهٔ مجازیِ توزیع‌شده است. هدف اصلی Open vSwitch ایجاد امکان سوئیچ در محیط مجازی‌سازی سخت‌افزار است. این ابزار از پروتکل‌ها و استانداردهای مختلفی که در شبکه‌های رایانه‌ای استفاده می‌شود، پشتیبانی می‌کند.
کد منبع پروژه تحت مجوز Apache License 2.0  توزیع می‌شود.

## بررسی اجمالی

Open vSwitch به عنوان یک سوئیچ شبکهٔ مجازیِ میان‌سروری مورد استفاده قرار گرفته است.

Open vSwitch یک پیاده‌سازی نرم‌افزاری از سوئیچ مجازی چندلایه در شبکه است. این برنامه برای خودکارسازی عملکرد شبکه با استفاده از پروتکل‌های استانداردی مانند نت‌فلو (NetFlow)، اس‌فلو (sFlow) و غیره است. به‌علاوه Open vSwitch به‌گونه‌ای طراحی شده است که اجازه می‌دهد مانند vNetwork Distributed Switch در VMware یا سوئیچ Cisco Nexus 1000V، فرایند سوئیچ، بین چندین سرور فیزیکی توزیع شود.
Open vSwitch می‌تواند هم به عنوان یک سوئیچ شبکه مبتنی بر نرم‌افزار داخل یک فراناظر ماشین مجازی (VM Hypervisor) و هم به عنوان پشتهٔ کنترل برای سخت‌افزار اختصاصی سوئیچینگ کار کند. در نتیجه، تاکنون به چندین پلتفرم مجازی‌سازی، چیپست‌های سوییچ و شتاب‌دهندههای سخت‌افزاری‌ شبکه منتقل شده است.  Open vSwitch سوئیچ پیش‌فرض شبکه در پلتفرم مجازی‌سازی XenServer از نسخه ۶.۰  و در Xen Cloud Platform با کمک XAPI است.  این برنامه همچنین از Hypervisors Xen ،Linux KVM ،Proxmox VE و VirtualBox پشتیبانی می‌کند. همچنین نسخهٔ منتقل شده برای Hyper-V نیز موجود است.  Open vSwitch همچنین در بسیاری از پلتفرم‌های ابری و سیستم‌های مجازی‌سازی از جمله OpenStack ،openQRM ،OpenNebula و oVirt استفاده شده است.  

### ماژول هستهٔ سیستم‌عامل‌ها
ماژول Open vSwitch در سال ۲۰۱۲ به نسخهٔ ۳.۳ هسته لینوکس اضافه شد.   بسته‌های رسمی لینوکس برای دبیان، فدورا، openSUSE و اوبونتو موجود است. پیاده‌سازی‌های FreeBSD و NetBSD نیز موجود هستند ولی تنها در فضای کاربری عمل می‌کنند.   

### زبان پیاده‌سازی
بیشتر کد منبع Open vSwitch به زبان C و مستقل از سیستم عامل نوشته شده است که قابلیت حمل آسان در محیط‌های مختلف را فراهم می‌کند. کد منبع تحت مجوز Apache 2.0 است.